# Arnulf I de Flandra
Arnulf I de Flandra (n. cca. 890–d. 28 martie 965), supranumit cel Mare, a fost cel de al treilea conte de Flandra, domnind între 918 și 964.

## Viața
Arnulf a fost fiul contelui Balduin al II-lea de Flandra cu Aelfthryth de Wessex, fiică a regelui anglo-saxon Alfred cel Mare. Prin mama sa, Arnulf descindea din regii anglo-saxoni ai Angliei, iar prin tată din Carol cel Mare. Se presupune că Arnulf și-a primit numele de botez după Sfântul Arnulf de Metz, un progenitor al dinastiei catolingiene.
La moartea tatălui său din 918, Arnulf a devenit conte de Flandra, în vreme ce fratele său, Adelolf a primit Comitatul de Boulogne. Cu toate acestea, în 933 Adelolf a murit, drept pentru care Arnulf a preluat și comitatul de Boulogne pentru sine, ulterior însă conferindu-l nepotului său, Arnulf al II-lea.
Arnulf I a extins cu mult stăpânirea flamandă către sud, ocupând fie integral, fie doar în parte Artois, Ponthieu, Amiens și Ostrevent. El a profitat de pe urma conflictelor dintre Carol cel Simplu și Robert I, iar apoi dintre Ludovic al IV-lea și baronii săi.
În expansiunea sa către sud, Arnulf a intrat în mod inevitabil în conflict cu normanzii, care încercău să își securizeze frontiera lor nordică. Această situație a condus în 942 la asasinarea ducelui de Normandia, Guillaume "Spadă Lungă" de către oamenii lui Arnulf. Amenințarea vikingă s-a redus în timpul ultimilor ai de domnie ai lui Arnulf, drept pentru care el și-a putut îndrepta atenția către reformarea instituțională a Flandrei.

## Familia
Numele primei soții a lui Arnulf nu este cunoscut, dar se știe că a avut cu aceasta cel puțin o fiică:
- nume necunoscut; căsătorită cu Isaac de Cambrai. Fiul lor, Arnulf a succedat în calitatea de conte de Cambrai.[9]

În 934, Arnulf s-a recăsătorit, cu Adela de Vermandois, fiică a contelui Herbert al II-lea de Vermandois., cu care avut următorii copii:
- Hildegarda, n. cca. 934, d. 990; căsătorită cu contele Dirk al II-lea de Olanda.
- Liutgard, n. 935, d. 962; căsătorită cu contele Wichman al IV-lea de Hamaland.[4]
- Egbert, d. 953.[4]
- Balduin.[4]
- Elftruda; căsătorită cu contele Siegfried de Guînes.[4]

## Succesiunea
Arnulf l-a numit pe fiul său Balduin co-guvernator (ca Balduin al III-lea) din 958, însă acesta acesta a murit înainte de vreme, în 962, astfel încât Arnulf a fost succedat de fiul minor al lui Balduin, Arnulf al II-lea.